# 陸賢
陸賢（?—?），明朝驸马都尉，凤阳人，明太祖第五女汝宁公主的丈夫。吉安侯陆仲亨之子。

## 生平
洪武十五年四月廿九日（1382年6月11日），汝宁公主下嫁陆贤，明太祖以陆贤为驸马都尉，尚第五皇女汝宁公主。
洪武十七年（1384年）十月十二，河南承宣布政使司、北平承宣布政使司发大水，明太祖命驸马都尉李祺、欧阳伦、王宁、李坚、梅殷、陆贤去赈济。
洪武二十三年（1390年），陆仲亨以串通胡惟庸“共谋不轨”的罪名，被杀，籍没其家。